# Jarosław Kaczyński
Jarosław Aleksander Kaczyński (Varsavia, 18 giugno 1949) è un politico polacco.
È il presidente del partito Diritto e Giustizia (in polacco: Prawo i Sprawiedliwość, PiS) di cui è il cofondatore (2001). È stato il Primo ministro della Polonia dal 14 luglio 2006 al 16 novembre 2007; dopo la sconfitta alle elezioni parlamentari del 21 ottobre 2007, ha rassegnato le dimissioni.
Jarosław Kaczyński è stato candidato come Presidente della Polonia, in sostituzione del fratello Lech, morto in un incidente aereo. È arrivato al secondo turno di ballottaggio delle elezioni, ma ha perso contro Bronisław Komorowski. Sebbene in seguito alle elezioni parlamentari vinte da Diritto e Giustizia nel 2015 sia formalmente solo un membro del Sejm, e non un primo ministro o presidente, è considerato una delle persone più influenti in Polonia.

## Biografia

### Famiglia
Jarosław Kaczyński è fratello gemello di Lech Kaczyński, Presidente della Repubblica di Polonia dal 2005 fino al 10 aprile 2010, giorno in cui è deceduto in un incidente aereo in Russia, insieme alla moglie e a ad altri 88 membri di una delegazione ufficiale in viaggio per raggiungere il luogo dove avrebbe dovuto prendere parte a una cerimonia di commemorazione a Katyn. Jarosław è nato a Varsavia ed è figlio di Rajmund (ingegnere che era stato anche partigiano dell'Armia Krajowa nella seconda guerra mondiale e reduce della rivolta di Varsavia). Da piccoli, nel 1962, i fratelli avevano recitato nel film I due che rubarono la Luna (in polacco: O dwóch takich, co ukradli księżyc), basato su una popolare storia per bambini di Kornel Makuszyński. All'epoca il film ricevette un'ampia diffusione nei mezzi di comunicazione nazionali.
Jarosław Kaczyński non si è mai sposato, ma, stando alla Gazeta Wyborcza, avrebbe una relazione con la deputata Jolanta Szczypińska. Quanto alle voci di un imminente matrimonio, queste sono state sempre smentite.

### Inizio della carriera in Porozumienie Centrum
Jarosław Kaczyński fu membro di Solidarność negli anni ottanta. Fu l'editore esecutivo del settimanale Tygodnik Solidarność negli anni 1989-1990; nel 1990 creò con Lech un partito di estrema destra, Porozumienie Centrum, e ne rimase il presidente fino al 1998.
Assunto insieme al fratello come Segretario di Stato all'Ufficio di Presidenza della Repubblica, ben presto lasciò l'incarico dopo aver avuto discussioni con il presidente a cui rimproverava troppa indulgenza verso gli ex-comunisti.
Fu allora che cominciò ad accusare lo stesso Lech Wałęsa di essersi lasciato assoldare come agente segreto comunista (il fatto sarebbe avvenuto ancora nei primi anni settanta). Dal 1991 al 1993 e dal 1997 al 2005 fu deputato della Camera dei deputati della Polonia (il Parlamento polacco).

### Elezioni del 2005
Jarosław Kaczyński fu il candidato Primo Ministro del partito "Diritto e Giustizia" alle politiche nel settembre 2005. Quando il partito vinse le elezioni, Jarosław inizialmente cercò di sminuire le sue probabilità di divenire Primo Ministro, temendo che tale nomina avrebbe ridotto le possibilità del fratello Lech di divenire Presidente della Polonia.
Jarosław Kaczyński fu l'artefice della coalizione populista tra l'"Autodifesa della Repubblica Polacca" ("Samoobrona") e un partito conservatore cattolico di destra "Lega delle Famiglie Polacche". Un membro di "Diritto e Giustizia" Kazimierz Marcinkiewicz fu nominato Primo ministro della Polonia.
Lech vinse le elezioni presidenziali e divenne Presidente della Polonia il 23 dicembre 2005. Nei mesi successivi, Jarosław Kaczyński divenne membro di primo piano del Parlamento e capo del partito. Molti lo descrissero come il più influente uomo politico della Polonia, in quanto aveva una grandissima influenza sulle decisioni del Primo Ministro.

### Primo Ministro
Marcinkiewicz rassegnò le dimissioni il 7 luglio 2006 e Jarosław fu nominato Primo Ministro dal Presidente Lech Kaczyński il 10 luglio. Il giuramento si tenne il 14 luglio, a seguito della formazione del governo e del voto di fiducia della Camera dei deputati della Polonia. A seguito della sconfitta alle elezioni parlamentari in Polonia del 2007, tenutesi il 21 ottobre, ha rassegnato le dimissioni ed è stato sostituito da Donald Tusk il 16 novembre 2007.

## Opinioni politiche
Le opinioni politiche di Kaczyński si distinguono per uno spiccato conservatorismo e patriottismo. Jarosław, come il fratello, è piuttosto mal disposto verso i vicini della Polonia. Si tratta soprattutto della Germania e Russia, nazioni alle quali rimprovera il mancato riconoscimento di quelle che chiama "colpe storiche" nei confronti della Polonia, con Mosca additata in particolar modo come potenziale minaccia alla sicurezza nazionale polacca. Il suo governo sostiene le tendenze indipendentiste e antirusse in Ucraina e Bielorussia, mantenendo stretti contatti politici con gli USA nel contesto dell'Alleanza Atlantica.